# Nossa Senhora da Conceição (nau de 1771)
A Nossa Senhora da Conceição, e, posteriormente, Príncipe Real, foi uma nau de linha, de 90 peças da Marinha Portuguesa, lançada ao mar em Lisboa em 13 de Julho de 1771. Foi a mais poderosa nau de guerra portuguesa, de sempre. Em 1807, foi a capitânia da esquadra durante a transferência da corte portuguesa para o Brasil.

## História
A nau foi construída, em 1771, no Arsenal Real da Marinha, em Lisboa, sob a direção de Manuel Vicente Nunes, sendo baptizada Nossa Senhora da Conceição. Oficialmente estava classificada como «nau de 80 peças», no entanto podia montar até 110.
Durante a sua carreira inicial, a Nossa Senhora da Conceição serviu como capitânia da Esquadra do Estreito, sob o comando do tenente-general José Sanches de Brito, assegurando a segurança da navegação no estreito de Gibraltar.
Em 1794 a nau foi reformada e rebatizada Príncipe Real. O novo nome surgiu na sequência da nova política da Marinha Portuguesa, durante as reformas de Martinho de Melo e Castro, que constistia em baptizar os seus navios com nomes de personalidades históricas, mitológicas ou reais, ao invés de nomes de santos como era, até aí, usual.
A Príncipe Real integra a esquadra portuguesa, enviada para o mar Mediterrâneo, em 1798 para auxiliar as forças navais britânicas do almirante Nelson. Até 1800 mantém-se no Mediterrâneo como nau capitânia do almirante Marquês de Nisa.
Em 1807 a Príncipe Real parte para o Brasil, como nau capitânia da esquadra que transporta a Corte Portuguesa. sob o comando do capitão de mar e guerra Francisco José do Canto e Castro Mascarenhas, seguem a bordo o comandante-chefe da esquadra, chefe de esquadra Manuel da Cunha Souto Maior e o próprio Príncipe Regente D. João.
Por altura da independência do Brasil, em 1822, a Príncipe Real encontrava-se fundeada no porto do Rio de Janeiro. Foi, nessa altura integrada na nova Marinha do Brasil, constituindo parte do seu núcleo inicial de navios. Na Marinha do Brasil, como já não estava em condições de navegar, foi transformada em navio depósito.